# Les Vengeurs des Grands Lacs
Pour les articles homonymes, voir GLA.
Les Vengeurs des Grands Lacs (Great Lakes Avengers ou GLA) est un groupe de super-héros tirés de séries de comics différentes créé par John Byrne lorsqu'il écrivait et dessinait les Vengeurs de la côte Ouest.

## Membres
- Mister Immortal : Craig Hollis, ressuscite à chaque fois qu'il meurt ; leader de l'équipe
- Flatman : Docteur Ventura, n'existe physiquement qu'en deux dimensions, comme un bonhomme en papier, peut étendre son corps à volonté
- Doorman : DeMarr, son corps est une porte dimensionnelle qui permet à quiconque la franchissant de traverser les objets auxquels Doorman est accolé; son pouvoir provient de la Darkforce
- Dinah Soar : personnage énigmatique, peut-être non-humain, elle possède des ailes et est la seule à pouvoir calmer Mister Immortal
- Big Bertha : Ashley Crawford, top-model de son métier, elle peut devenir énormément grosse à volonté (plus de 200 kg), ce qui lui confère une force surhumaine et une invulnérabilité limitée
- Œil-de-Faucon (Hawkeye) : Clint Barton, expert en maniement de l'arc, il possède tout un attirail de flèches spéciales (explosives par exemple)
- Oiseau Moqueur (Mockingbird) : Barbara Morse Barton, experte en arts martiaux, spécialiste du bâton
- Squirrel Girl : possède l'agilité des écureuils et peut communiquer avec eux
- Grasshopper : utilise une armure qui lui permet d'effectuer des bonds comme une sauterelle, décuple sa force et le protège
- Gravity : rejoint l'équipe en tant que leader à la demande de Norman Osborn après l'invasion Skrull

## Histoire
Lorsque Craig Hollis s'est rendu compte qu'il possédait des super-pouvoirs, il passa une petite-annonce pour monter une équipe de super-héros. Se présentèrent Flatman, Doorman, Dinah Soar, Big Bertha, ainsi qu'un adepte des soirées SM qui se faisait appeler Leather Boy (qui s'était trompé en lisant l'annonce). Peu à peu, malgré des exploits très terre à terre (comme aller chercher des chats dans les arbres), l'équipe commença à se faire connaître sous le nom de Vengeurs des Grands Lacs, en référence aux Vengeurs et les Vengeurs de la Côte Ouest. C'est à cette époque qu'œil de Faucon et Oiseau-Moqueur, tous deux déçus des Vengeurs de la côte ouest, rejoignirent le groupe pour lui apporter leur expérience.
Peu de temps après, la Sorcière rouge visita une société qui prétendait pouvoir rendre sa mémoire à Vision, qui l'avait récemment perdue. Il s'agissait en réalité du piège d'une société secrète, qui l'enleva détruisit le Quinjet avec lequel elle était venue afin de faire disparaître toutes traces. Captant la disparition du signal du Quinjet, Captain America et Miss Hulk se rendent sur les lieux pour enquêter, mais ils sont attaqués et vaincus par la Sorcière Rouge. Captain America a juste le temps d'envoyer un signal de détresse avant de perdre connaissance, signal qui est capté par Œil-de-Faucon, Oiseau-Moqueur et les VGL.
Œil-de-Faucon guida les Vengeurs des Grands Lacs en mission pour secourir tout le monde. Là, ils parviennent à libérer Vision, et affrontent la société secrète. Grâce au courage de Mister Immortal qui se sacrifie pour rendre sa santé mentale à la Sorcière Rouge, le combat tourne vite en faveur des Vengeurs. Œil-de-Faucon retourne peu après chez les Vengeurs de la Côte Ouest, suivi quelque temps après par Oiseau-Moqueur.
Quelques années plus tard, alors que les Vengeurs des Grands Lacs se demandent de plus en plus s'ils sont réellement utiles, ils apprennent l'éclatement des Vengeurs résultant de Avengers Disassembled. Craignant que les vilains n'en profitent pour semer le chaos, ils décident de poursuivre leur action, et se retrouvent nez à nez face à Maelstrom lors d'une patrouille. Dinah Soar est tuée au cours du combat et Maelstrom parvient à s'enfuir.
Doorman et Flatman, qui sont à New York pour recruter un nouveau membre, font la connaissance avec Squirrel Girl, qui semble être la seule héroïne intéressée par leur proposition. Alors qu'ils sont en train de discuter, ils entendent une alarme sonner : Batroc et sa brigade étaient en train de voler de l'équipement dans un entrepôt, lorsqu'ils furent surpris par Grasshopper. Celui-ci est tué pendant le combat.
En rentrant de la visite d'un laboratoire qui doit les mener sur la piste du matériel volé par Maelstrom, les Vengeurs des Grands Lacs s'aperçoivent que Monkey Joe, l'animal domestique de Squirrel Girl, a été assassiné par Leather Boy, jaloux que même un écureuil puisse être membre de l'équipe alors que lui en fut rejeté. Deathurge, une des personnifications de la mort, arrive alors pour collecter l'âme de Monkey Joe, comme il avait collecté celles de Dinah et de Grasshopper. Au passage, il apprend à Mister Immortal, qui est le seul à le voir et le connaît depuis sa plus petite enfance, où se trouve Maelstrom. Il lui explique aussi quels sont ses plans, et pourquoi il doit l'arrêter. Après avoir remis Leather Boy aux autorités, les Vengeurs des Grands Lacs partent attaquer Maelstrom et la brigade de Batroc. Maelstrom, qui s'est réfugié au cœur d'un tourbillon qui doit déclencher la fin de l'univers, est intouchable. Doorman se sacrifie alors pour faire passer Mister Immortal au travers du tourbillon. Bien que sans pouvoir pour contrer Maelstrom, Mister Immortal le convainc que s'il réussit, il sera le seul être à rester vivant, le condamnant à une éternité de solitude. Mister Immortal lui montre alors la seule porte de sortie, en se suicidant. Maelstrom fait alors de même, ne sachant pas qu'une minute plus tard Mister Immortal ressuscitera pour arrêter la machine. Même Doorman revient à la vie, possédant désormais les pouvoirs de Deathurge qui lui ont été transmis.
Il est probable que les Vengeurs des Grands Lacs soient toujours actifs, malgré la formation des New Avengers.[réf. nécessaire]

## Apparitions
- West Coast Avengers #46, Franchise 1989, publié dans Titans 135, écrit et dessiné par John Byrne, encré par Mike Machlan
- West Coast Avengers #48, The ancient Evil 1989, publié dans Titans 137, écrit et dessiné par John Byrne, encré par Mike Machlan
- West Coast Avengers #49, Baptism Of Fire 1989, publié dans Titans 138, écrit et dessiné par John Byrne, encré par Mike Machlan
- Avengers #309 - 11/89
- Avengers #313 - 1/90
- Avengers West Coast #55 - 2/90
- Avengers West Coast #60 - 7/90
- Avengers Annual #19 - 1990
- West Coast Avengers #64, Show And Tell 1990, inédit en France, écrit par Terry Kavanagh, dessiné par Chris Wozniak, encré par Dan Bulanadi
- Avengers West Coast #69 - 4/91
- Deadpool vol. II #10 - 11/97
- Deadpool vol. II #11 - 12/97
- Thunderbolts #15 - 6/98
- Thunderbolts #16 - 7/98
- Thunderbolts #17 - 8/98
- Thunderbolts #25 - 4/99
- Deadpool vol. II #61 - 2/02
- JLA/Avengers #4 - 03/04
- Great Lakes Avengers 2005, série en 4 épisodes, inédite en France, écrite par Dan Slott, dessinée par Paul Pelletier, encrée par Rick Magyar
- GLX-Mas Special #1 - 02/06